# Księże Młyny
Księże Młyny [pronunciación en polaco: /ˈkɕɛ̃ʐɛ ˈmwɨnɨ/] es un pueblo ubicado en el distrito administrativo de Gmina Pęczniew, dentro del Distrito de Poddębice, Voivodato de Łódź, en Polonia central. Se encuentra aproximadamente a 10 kilómetros al norte de Pęczniew, a 16 kilómetros al oeste de Poddębice, y a 52 kilómetros al oeste de la capital regional Łódź.